# Васа Поповић
Василије Васа Поповић (Бершићи, 1777 – Београд, 1832) био је кнез Пожешке нахије и један од најближих и најоданијих сарадника кнеза Милоша Обреновића.

## Биографија
Рођен је 1777. године у Бершићима, у тадашњој Рудничкој нахији. Био је брат од ујака кнегиње Љубице, која се према њему односила као према рођеном брату.
Васа Поповић је био присутан у Такову током подизања Другог српског устанка, у ком је учествовао као писар Јована Обреновића. Био је један од ретких писмених људи у то доба. Уживао је велико поверење кнеза Милоша и био је један од његових најближих сарадника. Кнез Милош је 1819. године поставио Васу Поповића за главног кнеза у Пожешкој нахији, а Поповић је на овом положају остао све до своје смрти 1832. године. Као кнез вршио је управну и судску власт, старао се о прикупљању пореза и одржавању реда и безбедности у Пожешкој нахији. Како је његова нахија била погранична, кнез Васа Поповић је организовао и помоћ за српске породице које су избегле из области под директном османском влашћу. Такође, имао је и мрежу доушника који су му јављали какве прилике владају у Османском царству, а пре свега у областима суседним Пожешкој нахији. Међу доушницима су се налазили и Турци. Обавештења која су његове уходе прикупиле Васа Поповић је потом достављао кнезу Милошу, о чему сведочи сачувана преписка.
На основу појединих хроничара, Васа Поповић је „припадао странци туркофила”, „која је саветовала кнезу Милошу да се мудро нагађа с Турцима а мање да слуша упутства из Русије”.
Кнез Васа је посебно бринуо о црквама и школама. Осим што је утицао на то да се 1823. сагради црква у Чачку, у том месту је отворио и школу коју је 1826. посетио књижевник Јоаким Вујић. У Чачку је уређивао улице, ћуприје, јавне установе. Године 1824. успоставио је заједнички суд за Пожешку и Рудничку нахију. За себе је саградио конак налик на оном од кнеза Милоша у Пожаревцу, мада мањих димензија. Године 1830. отпочео је и изградњу конака у Карановцу (данашњем Краљеву), у који је планирао да се пресели са породицом.

### Сарадња са Вуком Караџићем
Поред сарадње са кнезом Милошем, био је сарадник и велики пријатељ Вука Караџића. Кнез Васа Поповић је у Крагујевац довео старца Милију Колашинца од којег је Вук записао неколико песама, укључујући и ону о Страхињићу Бану. Такође, помогао је Вуку док је боравио у Црнући где је скупљао и записивао песме, загонетке и обичаје рудничко-таковског краја – послао му је списак села свих нахија, а вредно је прикупљао и претлату на његова дела. Вук је то касније записао: „Покојни Васа Поповић, послао ми је неколико пута око сто написаних табака јуначких песама, које су, као што се види, писала четири писара”. Рекао је и да је Васа био човек из власти који је највише подржавао његово скупљање народних песама и умотворина. Такође, Вук је истакао да је кнез Васа био самоук и да је „научио писати вежбајући писање по оним великим белим печуркама што расту на буквама”. Године 1829. заједно су били чланови тзв. „Законодателне комисије”.

### Смрт
Након смрти Васе Поповића, кнегиња Љубица део његове новчане заоставштине (4000 дуката) преусмерила је ка грађењу цркве у Брезни, поред које је он сахрањен.
Радош Љушић, истакнути историчар и универзитетски професор, о Васи Поповићу је у више наврата писао. У једној књизи га је описао: „Васа Поповић је био брат од ујака кнегиње Љубице и самоуки писар. У оно време била је то лепа препорука за напредовање у служби. Био је писар код војних старешина током Првог устанка, а после Другог устанка – локални старешина и дугогодишњи управник Пожешке нахије. Поповић је био један од најпризнатијих старешина, марљив, вредан и поуздан. За све време своје службе уживао је благонаклоност кнеза Милоша и био је његов тајни саветник, те је боравио, осим у Чачку, седишту своје нахије, и у Крагујевцу, престоници Србије. До краја живота остао је у срдачним и пријатељским односима са кнегињом Љубицом... Кад је умро у Београду (1832), кнез Милош га је оплакао као једног од својих најбољих пријатеља и другова.”
Данас, у архиви САНУ чува се око 280 писама кнеза Васе, док је у Вуковој преписци регистровано 60 његових писама.

#### Галерија
Надгробна плоча кнеза Васе Поповића
- Црква Светог Димитрија у Брезни